# Negaigoto
Singles de Ami Suzuki
Eventful
(2005) Around the world
(2005)
Negaigoto (ねがいごと) est le 3e single de Ami Suzuki sorti sous le label Avex Trax, et son 17e en comptant les douze sortis chez Sony Music et deux auto-produits.

## Présentation
Le single sort le 17 août 2005 au Japon sous le label Avex Trax, produit par Max Matsuura, trois mois seulement après le précédent, Eventful. Il atteint la 13e place du classement de l'Oricon. Il se vend à 13 997 exemplaires la première semaine, et reste classé pendant 6 semaines, pour un total de 22 096 exemplaires vendus durant cette période. Il sort également au format "CD+DVD" avec une pochette différente et incluant un DVD contenant le clip vidéo de la chanson-titre et son "making of".
La chanson-titre a servi de thème musical pour l'émission télévisée Koisuru Hanikami (en) sur TBS, et celle en « face B » de thème pour une publicité télévisée pour un site web. Elles figureront sur l'album Around the World qui sort deux mois plus tard. Le single contient aussi leurs versions instrumentales, et deux versions remixées de la chanson-titre, dont une figurera aussi un an plus tard sur l'album de remix Amix World.

## Liste des titres
Toutes les paroles sont écrites par Ami Suzuki.
| 1. | Negaigoto (ねがいごと)                                       | Daisuke Suzuki / Yasunari Nakamura  | 5:07 |
| 2. | Times                                                        | Toru Watanabe / Toru Watanabe       | 4:14 |
| 3. | Negaigoto ~Electronic Remix~ (ねがいごと…)                   | Daisuke Suzuki / Mix : M.O.R.       | 5:29 |
| 4. | Negaigoto ~Dub's The wish was fulfilled Remix~ (ねがいごと…) | Daisuke Suzuki / Mix : Dub Master X | 5:05 |
| 5. | Negaigoto (Instrumental) (ねがいごと…)                       | Daisuke Suzuki / Yasunari Nakamura  | 5:07 |
| 6. | Times (Instrumental)                                         | Toru Watanabe / Toru Watanabe       | 4:15 |

| 1. | Negaigoto (ねがいごと)              |  |
| 2. | Negaigoto (Making of) (ねがいごと…) |  |

## Inte rprétations à la télévision
- Music Fighter (12 août 2005)
- Utaban (18 août 2005)
- Pop Jam (26 août 2005)